# 赛伯斯巴赫
赛伯斯巴赫是德国莱茵兰-普法尔茨州的一个市镇。总面积14.64平方公里，总人口1351人，其中男性661人，女性690人（2011年12月31日），人口密度92人/平方公里。